# Bengt Palmquist
Bengt Valdemar Palmquist (* 4. April 1923 in Göteborg; † 26. November 1995 in Särö) war ein schwedischer Segler.

## Erfolge
Bengt Palmquist, der Mitglied im Göteborgs Kungliga Segelsällskap war, nahm dreimal an Olympischen Spielen in der Drachen-Klasse teil. Bei den Olympischen Spielen 1956 in Melbourne gehörte er neben Leif Wikström zur Crew des von Skipper Folke Bohlin geführten Bootes Slaghöken II. Zusammen gewannen sie drei der sieben Wettfahrten und beendeten die Regatta mit 5723 Punkten punktgleich mit dem norwegischen Boot um Ole Berntsen auf dem ersten Platz. Aufgrund der größeren Anzahl gewonnener Wettfahrten wurden die Schweden alleinige Olympiasieger. Den dritten Rang belegte das von Graham Mann angeführte britische Boot. 1960 in Rom kam er als Skipper der Galejan nicht über den 20. Platz hinaus, acht Jahre später belegte er in Mexiko-Stadt, wiederum als Crewmitglied, den sechsten Rang.
Auch abseits der Olympischen Spiele gelangen Palmquist mehrere Erfolge. So wurde er 1975 in Rochester mit seinen Söhnen Björn und Johan im Drachen Weltmeister. Außerdem gewann er 1978 in Ebeltoft und 1979 in Edinburgh den Gold Cup.